# 上遠野富之助
上遠野 富之助（かどの とみのすけ、1859年11月13日〈安政6年10月19日〉 - 1928年〈昭和3年〉5月26日）は、明治から昭和初期にかけて活動した日本の実業家・政治家である。
秋田県出身ながら愛知県名古屋市に移り名古屋財界で立身、名古屋商業会議所会頭や名古屋鉄道社長を務めた。政界では名古屋市会議員・同議長を歴任した。

## 経歴

### 前半生
上遠野富之助は、安政6年10月19日（新暦：1859年11月13日）、出羽国横手城下（現・秋田県横手市）に久保田藩士上遠野群吾の次男として生まれた。実家上遠野家は代々剣術・槍術師範をつとめる家であり、実兄秀忠（幼名：馬之助）も剣術家となっている。一方で富之助は生まれて5か月で実子のいない伯父・上遠野実の養子に引き取られた（養子だが戸籍上は豊の長男という扱い）。養父は久保田藩の儒学者で、初めは横手で暮らしたが藩校「明徳館」で教えるべく久保田城下（現・秋田市）へと移り住んだ。
上遠野は明治維新後も旧藩校で学び、卒業後は頼まれて教職に就いた。1876年（明治9年）のことで、赴任先は新屋の日新学校である。1878年（明治11年）1月からは同校の第3代校長を任されたが、翌1879年（明治12年）5月職を辞して東京へ出、漢学者岡松甕谷の門に入った。1881年（明治14年）に帰郷すると大久保鉄作率いる秋田改進党の機関紙「秋田日報」の記者となる。しかし1883年（明治16年）夏に職を辞して再び上京、大隈重信の東京専門学校（早稲田大学の前身）に入学する。1886年（明治19年）に卒業した後は在学中から議事録作成を手伝っていた東京府会に職を得るが、8か月ほどで同じく在学中から手伝っていた報知新聞に移り再び新聞記者となった。

### 名古屋財界入り

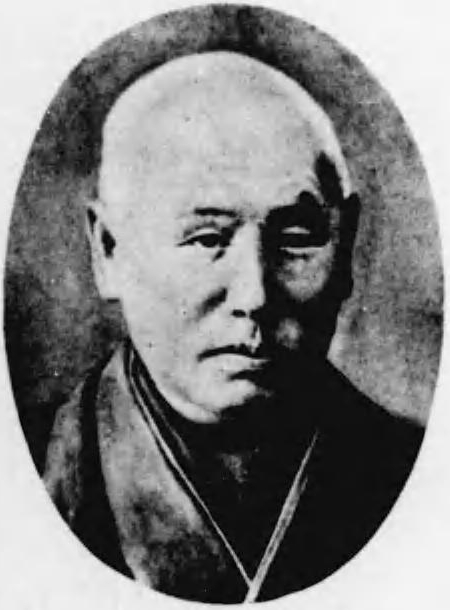
上遠野を名古屋に招いた奥田正香

報知新聞記者を続けていた上遠野だが、自伝によると1892年（明治25年）頃から転職を考えるようになったという。そうした折、会社の矢野龍渓に呼び出され、上京中の奥田正香を紹介された。奥田は味噌・醤油製造で財を成して1893年（明治26年）より名古屋商業会議所（後の名古屋商工会議所）会頭と名古屋株式取引所理事長を兼ねた名古屋の大物実業家である。上遠野は奥田のすすめで名古屋商業会議所に書記長として勤めることとなり、1893年7月、愛知県名古屋市へと移住した。
名古屋財界入りした上遠野は奥田の腹心、通称「四天王」の一人（他の3人は鈴木摠兵衛・兼松煕・安東敏之）として活動し名古屋財界での地盤を築いた。初期に上遠野が関係した会社は名古屋株式取引所と鉄道車両メーカーの日本車輌製造である。名古屋株式取引所では1897年（明治30年）1月理事に選出され、以後1908年（明治41年）1月まで11年にわたり在任した。日本車輌製造においては、奥田の依頼で設立に向け目論見書を作成したことが関係の発端で、発起人や会社設立時（1896年）の役員にはならなかったが1897年7月常務取締役に選ばれ、複数社に関わり多忙な社長の奥田を支える立場となった。一方で商業会議所書記長の職は1897年3月に退いたが、1901年（明治34年）5月に初めて同所の役員（工業副部長）に選ばれた。商業会議所では1905年（明治38年）4月に工業部長へ異動したのち、1909年（明治42年）4月には副会頭に選ばれている。
1905年1月、上遠野は明治銀行の監査役に選ばれた。明治銀行は奥田や名古屋の大地主初代神野金之助らが1896年に起こした銀行である。銀行が日露戦争後の恐慌で経営不振に陥った1908年1月、上遠野は常務取締役に取り立てられ（当時の頭取は神野金之助）、業務の整理改善を任された。翌1909年には神野や伊藤守松とともに渋沢栄一を団長とする「渡米実業団」に参加し、アメリカ合衆国各地を視察した。帰国後の1910年（明治43年）10月、常務を務める日本車輌製造で奥田の後任として第2代社長に昇格する。しかしながら業界不振と名古屋銀行関係者による株式買収のため8か月後の1911年（明治44年）6月に取締役社長を辞任し、同社との関係を断った。
上記会社の他には、名古屋の電力会社名古屋電灯で1898年（明治31年）3月監査役に就任、1904年（明治37年）1月からは取締役に転じて1906年（明治39年）5月まで在任した。電気事業では続いて奥田正香や兼松煕らが主導する名古屋電力の設立に参画、日本車輌製造を代表して発起人に加わり、1906年10月の会社設立とともに取締役兼営業部長に就いた。同社は木曽川で八百津発電所の工事を進めたが、未開業のまま1910年10月に名古屋電灯へと吸収された。この合併に伴い同年11月より兼松らと名古屋電灯取締役に転じ、その後1912年（明治45年）12月まで務めた。
また1906年11月、奥田を社長としてガス会社名古屋瓦斯（東邦ガスの前身）が発足すると同社に監査役として入った。こちらは名古屋瓦斯が東邦電力（名古屋電灯の後身）に吸収される1922年（大正11年）6月まで長きにわたり務めている。さらに1907年5月には琺瑯鉄器株式会社（後の三重琺瑯、現・MIEテクノ）の設立に伴い同社取締役に就任した。同社は桑名（三重県）にあった個人経営の琺瑯（ホーロー）製品工場を拡張すべく奥田や伊藤伝七により起業された会社である。

### 名古屋市政での活動
上遠野は実業界進出の傍ら名古屋市会議員として名古屋市政にも参画した。市会議員には1901年10・11月実施の第5回選挙で初当選。6年の任期を全うしたのち1907年（明治40年）10・11月実施の第7回選挙で再選される。この間、1905年1月から1909年1月にかけて市会議員の互選で市会議長に選ばれている。
1911年10月、市会議員の互選で今度は市参事会の構成員たる名誉職市参事会員に選ばれ、1913年（大正2年）11月にかけて務めた。同年10月実施の第9回市会議員選挙で3度目の当選を果たすが、任期途中の1915年（大正4年）2月に市会議員を辞職した。辞任に際し、長年の功労を表彰して議長の名をもって市会から感謝状が贈られている。
その後1917年（大正6年）になり、阪本釤之助の後任名古屋市長に名が挙がり市会の互選で第三候補者に立てられたが、第一候補者の佐藤孝三郎が任命されたため上遠野が市長に就くことはなかった。

### 名古屋電気鉄道の経営
上遠野を名古屋財界に引き入れた奥田正香は、1913年10月に遊廓移転をめぐる汚職事件（稲永疑獄）が発覚し周辺人物が相次ぎ検挙されたことで引退を決め、財界から去っていった。しかし上遠野本人は奥田グループの没落を他所に神野金之助のグループへと鞍替えし、名古屋財界での地位を維持することに成功した。なお上遠野は神野や奥田の勧めで1913年7月に新居（名古屋市中区南久屋町1丁目3番地）を建てたが、ここは神野邸の隣家であった。
上遠野は神野系企業においては上記の通り1908年より明治銀行の常務取締役であった。しかし1914年（大正3年）8月、名古屋にも支店を持っていた大阪北浜銀行の破綻を契機に取り付け騒ぎが発生。明治銀行では善後策として日本銀行から大三輪奈良太郎を常務取締役に迎えると決め、同年10月上遠野は取り付け騒ぎの引責という形で常務を辞して大三輪に譲った。明治銀行常務から退いた上遠野は次いで名古屋電気鉄道に移った。この名古屋電気鉄道は名古屋市内の路面電車（市内線）と郊外の鉄道路線（郡部線）を運営していた鉄道事業者である。1908年から1910年にかけて神野金之助の甥富田重助が、1910年以後は神野自身が社長を務めていた。上遠野と名古屋電気鉄道の関わりは1910年12月の取締役就任を発端とする。1914年9月に運賃値下げ問題が原因で電車焼き討ち事件が発生し、同年11月に創業者岡本清三が常務取締役を引責辞任すると、上遠野が後任常務に昇格した。
1915年12月、運賃問題の善後処理が終わったことで神野金之助は富田重助に社長の座を譲った。以後、名古屋電気鉄道は社長の富田と常務の上遠野に支配人の跡田直一を加えた3人が経営の中心を担う体制となっている。上遠野が参画した時期の名古屋電気鉄道は焼き討ち事件発生で当初予定よりも運賃を引き下げたために業績不振に陥っていたが、間もなく大戦景気が起こると回復に向かった。
1920年（大正9年）7月、富田と上遠野は当時の名古屋市長佐藤孝三郎に呼び出され、名古屋電気鉄道市内線の市営化を正式に提起された。会社側では重役会で1か月にわたって議論した末に市に対して市内線市営化に応ずる旨を回答する。これにより市と会社の間で市営化交渉が始まるが、一旦決まった譲渡価格が市会で減額されたため交渉は長期化した。交渉の途上、市営化が予定される市内線を名古屋電気鉄道に残して郊外路線（郡部線）は新会社に移すことが決定される。上遠野は新会社の発起人総代として設立に携わり、1921年（大正10年）7月1日、新会社・名古屋鉄道（名鉄）が発足すると初代常務取締役に就任した（社長は富田重助）。一方、市内線の市営化交渉は同年10月に決着し、翌1922年8月1日をもって名古屋電気鉄道から名古屋市への市内線事業引継ぎが実行に移され「名古屋市電」が開業、同時に名古屋電気鉄道は解散した。
なお名古屋電気鉄道常務時代の1919年（大正8年）3月より、設立以来取締役を務める三重琺瑯において伊藤伝七の後任として取締役会長を務めている。

### 商工会議所会頭に就任

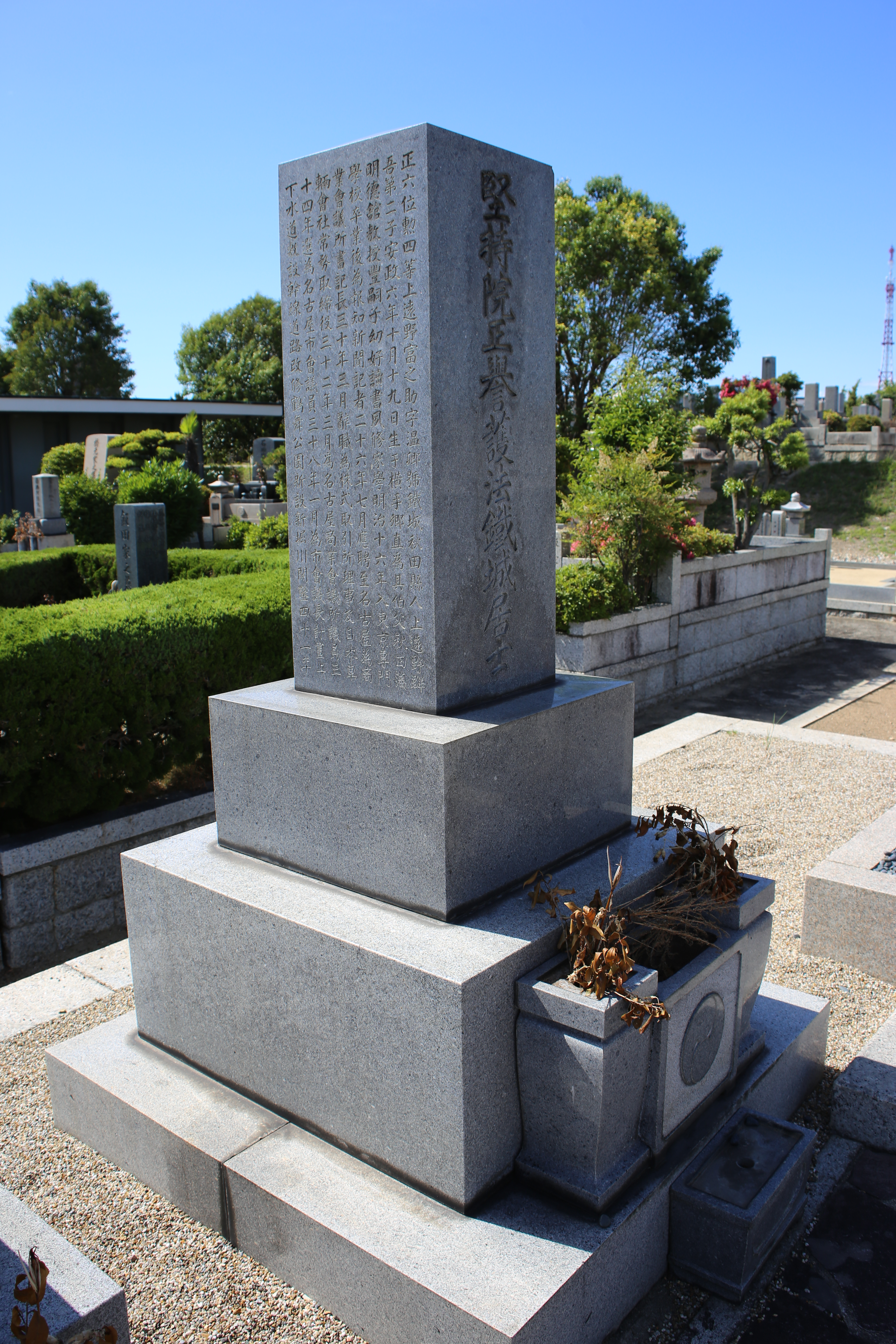
八事霊園内にある墓（2017年6月）

1921年1月8日、上遠野は1909年以来副会頭を務める名古屋商業会議所において鈴木摠兵衛の後任として会頭に就任した。在任中の1924年（大正13年）4月、政府よりスイス・ジュネーヴで開かれる第6回国際労働総会（国際労働機関 (IOL) 総会）の使用者代表委員に指名された。これは商業会議所連合会からの推薦による。4月中に出国し、総会に出席したのちイタリア・フランス・ドイツ・イギリスなどを旅行しアメリカ経由で同年10月帰国した。
1922年2月、神野金之助が死去した。同年6月、神野が関わった会社のうち大手紡績会社東洋紡績（現・東洋紡）の監査役に神野の後任として入っている。また上遠野は神野家の後継者となった2代神野金之助とも事業を共にし、NHK名古屋放送局の前身である社団法人名古屋放送局の設立に関係した。放送事業への関与は2代神野金之助の相談に乗って「名古屋無電放送株式会社」の出願に加わったことに始まる。その後競願者をまとめて社団法人名古屋放送局を立ち上げることが決まると上遠野は創立委員の一人に選ばれる。1925年（大正14年）1月に法人の役員選挙があり、上遠野は代表理事に推された。同年7月15日のラジオ放送開始に際し開局式に参加し、理事長神野金之助の式辞などに続いて上遠野も商業会議所会頭として祝詞を放送で読み上げている。翌1926年（大正15年）8月、東京・大阪両放送局との統合で社団法人日本放送協会が発足すると同法人の本部理事および東海支部理事に転じた。
1921年から常務取締役を務める名古屋鉄道においては、1925年10月、初代社長富田重助が健康を理由に辞職したため上遠野が第2代社長に昇格した。常務の後任には取締役兼支配人の跡田直一が昇格している。名古屋鉄道では新体制発足後も新線建設や周辺私鉄の統合など積極経営路線を継続した。新たに役員に就いた会社もあり、その一つ名古屋倉庫では1923年（大正12年）12月より取締役となった。同社は明治銀行系の倉庫会社である。1926年3月、名古屋倉庫と競合会社東海倉庫の合併で東陽倉庫が発足すると上遠野は同社取締役へと移っている。根津財閥系企業にも関わり、1923年9月富国徴兵保険（現・富国生命保険）の設立とともに取締役となり、1925年1月には日本麦酒鉱泉の取締役にも就いた。どちらも根津嘉一郎が社長を務める会社である。
1927年（昭和2年）11月、名古屋鉄道で昭和天皇の犬山行幸に際しお召し列車が運行された。このお召し列車に同乗した上遠野は名古屋鉄道の経営に専念すると決意し、行幸終了直後に名古屋商業会議所会頭を辞職した。商業会議所ではその後特別議員に選ばれ、1928年（昭和3年）の名古屋商工会議所への改組後は顧問に推された。ところが同年5月に入ると胃癌の病状が悪化し、5月26日午前10時、南久屋町の自邸にて死去した。68歳没。葬儀は31日に建中寺にて行われた。名古屋鉄道取締役社長在任中の死であり、死後、同社では富田重助が社長に再任された。名古屋鉄道以外にも三重琺瑯会長や明治銀行・富国徴兵保険・日本麦酒鉱泉・東陽倉庫各取締役、東洋紡績監査役、日本放送協会理事などに在任中であった。
上遠野は生前、死期を悟って自邸を名古屋市へ寄付し、蔵書を名古屋商工会議所に寄贈（「上遠野文庫」と命名）していた。南久屋町の旧邸はその後名古屋市長公舎として利用されたが、太平洋戦争後の戦後復興で道路用地となり現存しない。

## 主要な役職
- 公職
  - 名古屋市会議員 ： 1901年10月当選・1915年2月辞職（当選3回）
- 会社役員
  - 名古屋株式取引所理事 ： 1897年1月就任・1908年1月退任
  - 日本車輌製造取締役 ： 1897年7月就任・1911年6月辞任
    - 当初から常務取締役、1910年10月より取締役社長（第2代）。

  - 名古屋電灯監査役 ： 1898年3月就任・1904年1月退任
  - 名古屋電灯取締役 ： 1904年1月就任・1906年5月辞任、1910年11月再任・1912年12月辞任
  - 明治銀行監査役 ： 1905年1月就任・1908年1月退任
  - 明治銀行取締役 ： 1908年1月就任・1928年5月在任中死去
    - 就任当初から1914年10月まで常務取締役。

  - 三重琺瑯取締役 ： 1907年5月就任・1928年5月在任中死去
    - 1919年3月より取締役会長。

  - 名古屋電気鉄道取締役 ： 1910年12月就任・1922年8月会社解散
    - 1914年11月より常務取締役。

  - 名古屋鉄道取締役 ： 1921年7月就任・1928年5月在任中死去
    - 当初から常務取締役、1925年10月より取締役社長（第2代）。

  - 東洋紡績監査役 ： 1922年6月就任・1928年5月在任中死去
  - 富国徴兵保険取締役 ： 1923年9月就任・1928年5月在任中死去
  - 東陽倉庫取締役 ： 1926年3月就任・1928年5月在任中死去
- 団体役員
  - 名古屋商工会議所（旧・商業会議所）役員 ： 1901年5月就任・1927年11月辞任
    - 1909年4月より副会頭、1921年1月より会頭（第8代）。

  - 社団法人日本放送協会理事 ： 1926年8月就任・1928年5月在任中死去

## 著作
- 『上遠野富之助病中雑話』上遠野亮三、1928年7月。 NCID BB06086236。全国書誌番号:44010592。 - 病床で口述した自伝

## 栄典
- 1924年2月21日 - 正六位に叙される[64]。
- 1928年5月26日 - 勲四等瑞宝章受章[65]。

## 家族・親族
- 実兄：上遠野秀忠（1854 - 1933年） - 剣術・槍術家[2]
- 長男：上遠野亮三（1879年生） - 電気技術者、東洋電機製造第3代社長（1939年就任）[66][67]
  - 亮三の妻アキは建築家曽禰達蔵の次女[67]
- 次男：上遠野孝（1881年生） - 実業家、名古屋財界での地盤を父から引き継ぐ[68]